# 와이파이 얼라이언스

구 와이파이 얼라이언스 로고.

와이파이 얼라이언스(Wi-Fi Alliance)는 무선랜 기술을 장려하고 표준을 준수하면 제품을 인증해 주는 동업 조합이다. IEEE 802.11을 준수하는 모든 기기가 와이파이 얼라이언스에 인증을 제출한 것이 아닌데 이는 이는 인증에 드는 비용 때문이다. 와이파이 로고가 없다고 해당 기기가 와이파이 기기와 반드시 호환되지 않는다고 할 수 없다.
와이파이 얼라이언스는 와이파이 상표를 소유하고 있다. 제조업체들은 이 상표를 IEEE 802.11 표준 기반의 무선랜 계열에 속한 자사 인증 제품에 채용하고 있다.

## 역사
전기 전자 기술자 협회(IEEE)가 표준을 준수하기 위한 장비를 테스트할 여력이 없었기 때문에 초기 802.11 제품들이 상호 운용성 문제를 겪었다. 1999년, 새로우면서도 더 빠른 속도를 원하던 개척자들이 IEEE 80211b 사양에 서명하면서 WECA(Wireless Ethernet Compatibility Alliance)가 설립되었으며 새로운 기술인 와이파이(Wi-Fi)라는 브랜드를 갖추기에 이르렀다.
2002년 WECA는 "와이파이 얼라이언스"로 이름을 바꾸었다. 현재 텍사스주 오스틴에 위치해 있다.

## 같이 보기
- 와이파이
- 와이미디어 얼라이언스